# Łąka (powiat goleniowski)
Łąka (do 1945 niem. Lanke) – wieś w Polsce, w województwie zachodniopomorskim, w powiecie goleniowskim, w gminie Stepnica.
Miejscowość leży na skraju Równiny Goleniowskiej i Doliny Dolnej Odry, ok. 12 km na północny wschód od Stepnicy, przy drodze prowadzącej do Wolina, od zachodu otoczona łąkami, od wschodu lasami Puszczy Goleniowskiej. Jest osobnym sołectwem.
Przed 2023 r. miejscowość była częścią wsi Racimierz.
31 grudnia 2009 r. Łąkę zamieszkiwało 314 osób.

## Historia
W trakcie II wojny światowej Łąka nie ucierpiała. Ostatecznie miejscowość została zajęta w 1945 r. przez Armie Czerwoną i została przekazana administracji polskiej.
Obecna forma jednostki osadniczej przypomina widlicę. Większość budynków pochodzi z początków XX wieku, bez wartości zabytkowych. W północnej części wsi znajduje się folwark o bardzo nieregularnym położeniu w przestrzeni. Po 1945 roku zniknął dwór. Zachował się jednak zabytkowy park z elementami starodrzewu. Z dawnych budynków folwarcznych zachowała się obora. Pozostałe budynki, gospodarcze i mieszkalne (bloki), pochodzą z czasów współczesnych. Okolice wsi to tereny atrakcyjne dla wędkarzy (kanały), podmokłe i bogate w ciekawą faunę i florę. Od strony wschodniej znajdują się lasy Puszczy Goleniowskiej, ciekawe tereny dla turystów pieszych i cyklistów. Łąka, Racimierz i Żarnowem tworzą zespół wiejski, ciągnący się kilka kilometrów wzdłuż jednej drogi.
Przez Łąkę prowadzi znakowany  zielony turystyczny Szlak Stepnicki (Stepnica → Wolin) oraz zielony  międzynarodowy szlak rowerowy wokół Zalewu Szczecińskiego R-66.

### Przynależność polityczno-administracyjna
|                   | Okres        | Jednostki podziału terytorialnego                                                         |
| ----------------- | ------------ | ----------------------------------------------------------------------------------------- |
| Związek Niemiecki | 1815–1866    | Związek Niemiecki, Królestwo Prus, prowincja Pomorze                                      |
|                   | 1866–1871    | Związek Północnoniemiecki, Królestwo Prus, prowincja Pomorze                              |
|                   | 1871–1918    | Cesarstwo Niemieckie, Królestwo Prus, prowincja Pomorze                                   |
|                   | 1919–1933    | Rzesza Niemiecka (Republika Weimarska), kraj związkowy Prusy, prowincja Pomorze           |
| III Rzesza        | 1933–1945    | III Rzesza, prowincja Pomorze                                                             |
| Polska            | 1945 - 1950  | Rzeczpospolita Polska (Polska Ludowa), województwo szczecińskie                           |
| Polska            | 1950 - 1957  | Rzeczpospolita Polska (Polska Ludowa), województwo szczecińskie                           |
| Polska            | 1957 - 1975  | Polska Rzeczpospolita Ludowa, województwo szczecińskie                                    |
| Polska            | 1975 - 1989  | Polska Rzeczpospolita Ludowa, województwo szczecińskie                                    |
| Polska            | 1989 - 1998  | Rzeczpospolita Polska, województwo szczecińskie, gmina Stepnica                           |
| Polska            | 1999 - teraz | Rzeczpospolita Polska, województwo zachodniopomorskie, powiat goleniowski, gmina Stepnica |